# ディナーの後に
『ディナーの後に』（-のあとに、原題：처녀들의 저녁식사）は、1998年の韓国映画。

## キャスト
- ホジョン：カン・スヨン
- ヨニ：チン・ヒギョン
- スニ：キム・ヨジン
- ヨンジャク：チョ・ジェヒョン
- ハン・ギュシク（漫画家）：ソル・ギョング
- ：ナム・ミョンニョル
- 大学院生：キム・ギョンイク
- うわべ男：キム・ウンス
- セックスショップ主人：チョ・サンゴン
- ホテル支配人：イ・インチョル
- 不動産屋おじさん：シン・チョルジン
- 私服刑事：チョン・ジンガク
- ホジョンの母：ウォン・ミウォン
- ヨニの母：イ・イノク

## スタッフ
- 監督・脚本：イム・サンス
- 製作：チャ・スンジェ
- 撮影：アレックス・ホン
- 音楽：ムン・ジュンホ
- 編集：キョン・ミンホ